# 安友石
安友石（1905年3月30日—1927年7月19日），譜名鐘英，字友石，男，江苏无锡人，中共早期黨員，無錫地區農運發起人、領導人，曾與嚴樸、杭果人、秦邦憲等人在無錫一帶積極傳播共產主義思想。

## 生平
安友石是江蘇省無錫縣澤上村（今江蘇省無錫市安鎮）人，大清光緒三十一年農歷二月二十五日出生。早年就讀於無錫縣立第五高等小學，畢業後曾在懷下第四校、北下第三校、北下第六校等地擔任教員。

### 參加革命
1925年，經堂侄安劍平的介紹，結識秦邦憲。
1926年，赴廣州參加由毛澤東等人主持的第六期農民運動講習所。結業後，經同屆學員杭果人的介紹加入中國共產黨。從廣州抵達上海後，即被任命為中國國民黨江蘇省黨部農民運動特派員。隨後返回無錫，並組織開展了農民運動。
1927年，2月中共無錫地委成立，安友石任地委委員兼農民部部長。同年3月4日，無錫縣農民協會在安鎮三善堂成立，安友石當選為農會主席。
3月21日，北伐軍入城，農民協會遷城內八兒巷公開辦公，會員總數達2萬人以上。縣農民協會先後委派全縣17市鄉（人口滿5萬為市，不滿5萬為鄉）農民協會指導員，並由安友石、杭果人吸收秦柳方等農協指導員加入中共組織。

### 被捕牺牲
1927年6月26日，中共江蘇省委機關因叛徒告密遭受嚴重破壞，安友石與時任中共江蘇省委書記陳延年（陳獨秀長子）在上海北四川路恆豐里104號一同被捕。
1927年7月19日，經過嚴刑拷打和審訊之後，安友石在上海楓林橋畔（今上海市徐匯區楓林路）被國民政府槍決。

## 軼事
安友石在孤星社時結識秦邦憲，二人成為莫逆之交，有一次秦邦憲應安劍平之約赴安友石處會面，因“雨如盆潑，渾身上下，幾如落湯”。入室後，安友石見到秦邦憲這種狀況，深為感動，親熱招待，連忙從衣箱裏取出自己的衣服，遞給他替換，赤心相待。後秦邦憲回憶起安友石時曾激動地說：“青年熱血的大俠魂精神，不囿於此慘風苦雨之夜，激溢昏室中見之”。由此可見，安友石這位熱血男兒之衷腸。

## 紀念
安友石犧牲兩年後，他的事跡被編入中國共產黨的第一本烈士傳， 由中國濟難會總會1929年秘密出版的《犧牲》。